# Roque González Garza
Roque González Garza (Saltillo, Coahuila, 23 de març de 1885 - Ciutat de Mèxic, 12 de novembre de 1962) fou president convencionista de Mèxic de gener a juny del 1915. Va realitzar la seva instrucció elemental en Saltillo i va fer estudis comercials en la Ciutat de Mèxic. Seguidor de Francisco I. Madero, al triomf de la Revolució va ser diputat en Coahuila. Després de la desena tràgica es va unir a la Divisió del Nord. En 1914, Francisco Villa ho va nomenar el seu representant davant la Convenció Revolucionària. Amb la sortida imprevista de Eulalio Gutiérrez com a president, l'assemblea li va lliurar el Poder Executiu a González Garza. La divisió entre els seguidors de Pancho Villa i Emiliano Zapata li va impedir tirar a caminar qualsevol iniciativa constructiva. Paral·lelament havia de plantar cara als atacs de l'exèrcit de Venustiano Carranza, el qual, gràcies a l'habilitat militar d'un dels seus generals, Álvaro Obregón, va obligar a evacuar la capital i traslladar la Convenció a Cuernavaca, on es va reduir encara més la capacitat d'acció del president. Sense més alternatives, va renunciar i es va reincorporar a les forces de Pancho Villa.